# La Sopa (la Fatarella)
La Sopa és una forn de teules de la Fatarella (Terra Alta) inclosa a l'Inventari del Patrimoni Arquitectònic de Catalunya.

## Descripció
És un conjunt de forn i estructura annexa. El forn és de planta circular o hexagonal i el maset del costat és rectangular, de pedra seca amb els murs enderrocats parcialment.
El forn té una estructura de tovot i arcs de tovot embeguts dins el mur. Hi ha la zona inferior per al foc, i una superior on es posava el material ceràmic per a coure. Hi ha un accés pel camí de dalt, la part alta del forn, d'estructura interna quadrada i exterior circular. Les parets interiors són arrebossades i l'acabat exterior és de pedra seca amb una zona intermèdia massissa d'argila compactada.